# Хассан Кашлуль
Хассан Кашлуль (араб. حسن كشلول, нар. 19 лютого 1973, Агадір) — марокканський футболіст, що грав на позиції півзахисника.
Виступав, зокрема, за клуби «Нім-Олімпік», «Саутгемптон» та «Астон Вілла», а також національну збірну Марокко.
Володар Кубка Інтертото.

## Клубна кар'єра
У дорослому футболі дебютував 1992 року виступами за команду «Нім-Олімпік», у якій провів три сезони, взявши участь у 86 матчах чемпіонату. Більшість часу, проведеного у складі «Нім-Олімпіка», був основним гравцем команди.
Згодом з 1995 по 1998 рік грав у складі команд «Мец», «Дюнкерк» та «Сент-Етьєн».
Своєю грою за останню команду привернув увагу представників тренерського штабу клубу «Саутгемптон», до складу якого приєднався 1998 року. Відіграв за клуб з Саутгемптона наступні три сезони своєї ігрової кар'єри. Граючи у складі «Саутгемптона» також здебільшого виходив на поле в основному складі команди.
У 2001 році уклав контракт з клубом «Астон Вілла», у складі якого провів наступні два роки своєї кар'єри гравця. 
Протягом 2003—2004 років захищав кольори клубу «Вулвергемптон».
Завершив ігрову кар'єру у команді «Лівінгстон», за яку виступав протягом 2005 року.

## Виступи за збірну
У 1994 році дебютував в офіційних матчах у складі національної збірної Марокко.
У складі збірної був учасником чемпіонату світу 1994 року у США, Кубка африканських націй 2000 року у Гані та Нігерії.
Загалом протягом кар'єри в національній команді, яка тривала 9 років, провів у її формі 12 матчів.

## Титули і досягнення
- Володар Кубка Інтертото (1):

«Астон Вілла»: 2001